# 土曜ワイド 広瀬隆のラジオでいこう!
『土曜ワイド 広瀬隆のラジオでいこう!』（どようワイド ひろせたかしのラジオでいこう）は、CBCラジオで放送されていた情報バラエティ番組。2001年4月7日から2016年3月26日まで放送。放送時間は毎週土曜 7:00 - 11:40（JST）。

## 概要
番組開始以来、前半（7・8時台）は情報メイン、後半（9 - 11時台）はバラエティ色を強くした構成であった。また9時台・10時台には、毎週必ず名古屋吉本の若手芸人（オレンジ・アンダーポイントのいずれか）がゲストとして登場する（2011年3月12日放送分は、例外）。
以前は12:00まで放送されていたが、『テレフォン人生相談』が11:40に移動したことに伴い、20分短縮となった。

## 出演者

### パーソナリティ
- 広瀬隆

### アシスタント
- 渡辺美香（中部日本放送→CBCテレビアナウンサー）（2013年4月6日 - 最終回）

#### 過去
- 丸山蘭那（中部日本放送アナウンサー・当時）（番組開始 - 2010年10月2日）
- 吉岡直子（中部日本放送〈現：CBCテレビ〉アナウンサー）（2010年10月9日 - 2013年3月30日）

## 番組構成
最終回時点の番組編成と下記の内容とは、内容が異なるところがある。
7時台
- 7:00 サークルKサンクスの時報・オープニング
- 7:03「7時の中日新聞ニュース」
- 7:06「天気予報」
- 7:08「交通情報」モンテカルロ提供
- 7:10「CBCラジオ 絆プロジェクト、気仙沼から。」
- 7:28「ニュース丸ごと一週間」
- 7:36「交通情報」愛知トヨタ提供
- 7:39「内田の小槌」
- 7:58「7時のレースガイド」

8時台
- 8:01「8時の中日新聞ニュース」
- 8:04「天気予報」3M提供
- 8:06「交通情報」名鉄運輸提供
- 8:13「熱狂!スポーツスタジアム」 - スポーツライターの小林信也が電話で、今週のスポーツを斬るコーナー
- 8:20「おしえて!野田先生」
- 8:27「広瀬が歩けば&耳寄り情報」
- 8:34「頑張れ!ベースボールキッズ」トヨタレンタリース名古屋、東海漬物、アパートニュース提供 - CBCアナウンサー西村俊仁が練習や試合の現場におじゃまし、子供たち自身がチームを紹介!
- 8:40「交通情報」
- 8:58「8時のレースガイド」

9時台
- 9:00　お笑い道場オヤジギャグ選手権
- 9:10「9時の中日新聞ニュース」新日本ガス提供
- 9:15「天気予報」吉野石膏提供
- 9:20「交通情報」
- 9:47 ウッチーのパクパク競馬
- 9:58「9時のレースガイド」

10時台
- 10:00「お笑い道場!オヤジギャグ選手権」
- 10:04 名古屋芸人アワー
- 10:09「そんなわけでリクエスト」
- 10:15「中日新聞ニュース」
- 10:28「ドライバーズインフォメーション」
- 10:30「人の心は五七五 うんちく川柳」
- 10:40ごろ 三菱自動車販売プレゼンツ 環境探検隊が行く!
- 10:48「三重県の窓」

11時台
- 11:00「11時の中日新聞ニュース」中北薬品提供
- 11:05「交通情報」名鉄運輸提供
- 11:09「ラヴなご」
- 11:20「水分貴雅の情熱の嵐!」
- 11:25（第1、第3、第5土曜のみ）「チバリヨーおきなわ」
- 11:25（第2、第4土曜のみ）「あいち県政リポート」
- 11:30「交通情報」
- 11:37「エンディング」来週の大喜利など、各種テーマの発表や、この後放送する『ザ・土曜天国』の予告を行う。

## 箱番組
- 朝の歳時記（2005年3月まで）
- テレフォン人生相談（ニッポン放送制作、2007年3月まで）